# Андрей Врачански
Андрей Маринов Врачански е български композитор, диригент и музикален педагог. Автор е на около 180 музикални произведения в различни жанрове за духови оркестри: маршове, Еленини хора размер 7/8, прави хора размер 2/4, Дайчови хора размер 9/8, умерени хора размер 9/8 и китки за духов оркестър, песни за тригласен хор, различна танцувална музика: фокстрот, валс, танго и румба.

## Биография
Андрей Врачански е роден на 7 февруари 1915 г. в Селановци, община Оряхово, в бедно семейство. От дете проявява интерес към музиката и рисуването. Завършва трети прогимназиален клас в родното село и поради липса на средства прекъсва образованието си. Професионалният му път е свързан с читалището в Селановци – от 18-годишен с прекъсвания чак до неговата 55-а година.
През 1933 г. Андрей Врачански е назначен за библиотекар и има възможността да чете много. Добри Стефанов – тогавашен председател на читалището, виждайки интереса на младия Андрей Врачански към музиката, през 1935 г. му помага да стане музикантски ученик в 36-и Козлодуйски пехотен полк, където учи музика под ръководството на чешкия капелмайстор Александър Вейнер. За 3 години Вейнер му преподава различни музикални дисциплини, между които теория на музиката и оркестрация. Самият Андрей Врачански прави първите свои собствени композиции за духови инструменти и капелмайсторът Вейнер, забелязвайки таланта му, го въвежда в основите на музикалната композиция.
През 1939 г. Андрей Врачански заминава на работа като оркестрант-валдхорнист в 44-ти пехотен полк в Крумовград. Полкът и оркестъра му са новосформирани и почти не разполагат с музикален репертоар. Капелмайсторът Владимир Петров назначава младия Андрей за архивар и нотописец на оркестъра. По това време се изпълнява само едно хоро – „Милкини извори“. Липсата на репертоар вдъхновява младия творец, който започва да композира хора, маршове и шлагери. От този ранен период на неговия творчески път са неповторимите Еленини хора „Моята годеница“, „Пелевунски моми“, „Младостта кипи“, „Веселата тракийка“, правите хора „На селския бунар“, „Тъга по родния край“, няколко шлагери и песни за тригласен хор, маршовете „Родопа“, „През Маказа“, „Граничар“, „Поход“ и други.
През 1943 г. Андрей Врачански се завръща в 36-и Козлодуйски полк и в оркестъра му работи като оркестрант-валдхорнист. Александър Вейнер дава много висока оценка на произведенията му до този момент и това го окриля за нови творчески успехи. Родният дунавски бряг го вдъхновява отново и създава едни от най-хубавите си произведения. След войната работи и спомага в ръководството на духовия оркестър в родното си село и също така започва да обучава млади музиканти от региона. През 1951 г. на събрание на управителния съвет на читалището в Селановци се взема решение да се сформира духов оркестър под ръководството на Андрей Врачански – вече доказан музикален деятел. Оркестърът изнася концерти, на които се изпълняват доста трудни пиеси като „Македонска китка“, „Моята кралица“, „12 разбойника“ и негови собствени творби. Освен в Селановци, те изнасят концерти в села и градове от региона. През 1956 г. Андрей Врачански сформира кръжок по акордеон за деца. През 1964 г. се сформира и кръжок по цигулка с ръководител Никола Коцев, който съвместно с Андрей Врачански изнасят концерти за всеки празник – 1 май, 24 май, 9 септември, и на традиционния Селановски събор. От 1963 г. ръководи ученически духов оркестър към училище „Никола Вапцаров“ в селото. Скромен и талантлив творец, той обучава и възпитава десетки музиканти, основава музикални школи и хорове, с което допринася за повишаване музикалната култура на младежите. През октомври 2012 г. на тържествена церемония е осветена паметна плоча и централният площад на Селановци е наречен на музикалния деятел и композитор Андрей Врачански.
Анализ и примери от творчеството на Андрей Врачански са включени в учебниците на Министерство на образованието и науката на България по музика за средните училища.
Андрей Врачански е баща на двама братя диригенти – Емил Врачански, бивш капелмайстор на Гвардейския представителен духов оркестър и Илия Врачански, музикален педагог и бивш капелмайстор на военен оркестър ШЗО-Плевен. Андрей Врачански е дядо на известната в Европа композиторка Албена Врачанска-Петрович, която твори в Люксембург.

## Композиции
Андрей Врачански създава през живота си около 180 произведения, от които 60 марша, 18 Еленини хора, 18 Прави хора, 17 Дайчови хора, 15 хора в размер широка деветка и китки за духов оркестър, песни за тригласен хор, 11 валса, 10 фокстрота, 16 танга и 16 румби. Сред тях са:
- Еленините хора „Моята годеница“, „На Дунавския бряг“, „Веселата тракийка“, „Пелевунски моми“, „Палавите внучки“, „В детската градина“, „Младостта кипи“, „Кайлъшка долина“, „Край Вардара“, „Защо ме забрави“;
- Правите хора „Из Дунавската равнина“ (познато още като „Врачанско хоро“), „Весел край“, „На зелената поляна“, „На селския бунар“, „Дунавски бисер“;
- Дайчовите хора „Младата комшийка“, „Весело сърце“, „Северняшки моми“, „Шеговити старци“, „Веселите девойки“;
- Хората в размер широка деветка> „Коконеще влашко касапско“, „Селановско хоро“, „Борованка“, „От Тимок до Вита“, „Пайдушко“, „Чорбаджийско“, китките „Народна радост“ и „Северняшки напеви“;
- Маршовете „Пролет дойде“, „Слънце над родината“, „Нови дни“, „13 века България“, „Български летец“, „100 години Плевенска епопея“, „Маестро Вейнер“, „Димотика“, „Огоста шуми“, „Старите герои“, „800 години Оряхово“, „Здравейте металици“, „Родопа“, „През Маказа“, „Граничар“, „Поход“, „Боят при Гривица“, „Козлодуйци на Страцин“;
- Фокстротите „Празник край Дунава“, „Ти си моя“, „Самотраки“, „Вилето“, „Пориви любовни“, „Целуни ме“;
- Валсовете „Брегът на въздишките“, „Майски пеперуди“, „Когато люлякът цъфти“, „Палавите момичета“, „Танц на снежинките“, „Маргарита“, „В леката кола“;
- Румбите „Прегърни ме“, „Аз и ти“, „Анита“, „Игривият Цецо“, „Здравейте момичета“, „Юлия“, „Само двама“
- Тангата „Само теб обичам“, „Само за една вечер“, „Къде и кога“, „Под ниските клонки“, „Ако ме обичаш“, „Нощес те сънувах“, „Две сини очи“, „Под звездното небе“, „Само с мен танцувай“.